# 1973年スペイングランプリ
1973年スペイングランプリ（英: 1973 Spanish Grand Prix）は、1973年のF1世界選手権第4戦として、1973年4月29日にモンジュイック・サーキットで開催された。
レースは75周で行われ、7番手からスタートしたロータスのエマーソン・フィッティパルディが優勝した。ティレルのフランソワ・セベールが2位、シャドウのジョージ・フォルマーが3位となった。

## レース前
前戦南アフリカGPから7週間のインターバルがあり、この間に2つの非選手権レースが開催された。3月18日にブランズ・ハッチで開催されたレース・オブ・チャンピオンズはF5000のシェブロン-シボレーを駆るピーター・ゲシンがマクラーレンのデニス・ハルムとヘスケスからサーティースを駆るジェームス・ハントを抑えて優勝した。4月8日にシルバーストン・サーキットで開催されたBRDCインターナショナル・トロフィーはティレルのジャッキー・スチュワートが優勝した。

## エントリー
本レースから車両規定が見直され、燃料タンクの容量を250L以内とし、各車ボディの両サイドに衝撃吸収用のディフォーマブル・ストラクチャーを装備することを義務付けた。これに伴い、最低重量は従来の550kgから570kgに引き上げられた。
この規定変更の施行に合わせ、ほとんどのチームが新車の投入や従来車の改造を行った。ティレルはジャッキー・スチュワートに006/2を用意した。ロータスは72Dの改良版として72Eを投入した。マクラーレンは前戦南アフリカGPでデニス・ハルムにのみ用意した新車M23をピーター・レブソンにも用意した。ブラバムはこの年チーフデザイナーに昇格したゴードン・マレーが初めて手掛けたF1マシンで三角断面モノコックやノーズのツインラジエーターが特徴の新車BT42をカルロス・ロイテマンとウィルソン・フィッティパルディに用意し、旧型BT37は本レースから加入したアンドレア・デ・アダミッチに与えられた。フェラーリは新車312B3のプロトタイプが失敗作に終わったことからマウロ・フォルギエリが一時的にチームから外されていたが、新たにサンドロ・コロンボの指揮の下、イギリスのTCプロトタイプ・オブ・ウィードンで制作された2代目の312B3を投入した。このマシンは、フェラーリのF1マシンでは初のフルモノコックが採用された。しかし、新しい312B3を用意できたのはジャッキー・イクス用の1台だけで、アルトゥーロ・メルツァリオは欠場せざるを得なかった。マーチは721Gを改変した731を投入した。ワークスはジャン＝ピエール・ジャリエが同日にニュルブルクリンクで行われるヨーロッパF2選手権の出場を優先したため、アンリ・ペスカロロが代走を務める。新車731はプライベーターのマイク・ボイトラーにも用意された。BRMはP160Dをさらに改変したP160Eを投入した。ウィリアムズは前戦南アフリカGPを欠場したナンニ・ギャリが復帰し、新車イソ・マールボロ・IRを投入した。マシン名の「IR」はメインスポンサーのイソ・リヴォルタ(Iso Rivolta)から取られた。なお、サーティースのみ新車の投入がなかったが、規定変更を見越して開幕からTS14を改変したTS14Aを投入していた。
2度のチャンピオンを獲得したベテランのグラハム・ヒルは、エンバシー・タバコの支援を受けて自身のチーム「エンバシー・レーシング」を結成し、この年新規参戦したばかりのシャドウからDN1を購入して参戦を開始する。本レースにはイギリスのエンサインが初めてエントリーされたが参戦しなかった。

### エントリーリスト
| チーム                                             | No. | ドライバー                     | コンストラクター | シャシー | エンジン                         | タイヤ |
| -------------------------------------------------- | --- | ------------------------------ | ---------------- | -------- | -------------------------------- | ------ |
| ジョン・プレイヤー・チーム・ロータス               | 1   | エマーソン・フィッティパルディ | ロータス         | 72E      | フォード・コスワース DFV 3.0L V8 | G      |
| ジョン・プレイヤー・チーム・ロータス               | 2   | ロニー・ピーターソン           | ロータス         | 72E      | フォード・コスワース DFV 3.0L V8 | G      |
| エルフ・チーム・ティレル                           | 3   | ジャッキー・スチュワート       | ティレル         | 006      | フォード・コスワース DFV 3.0L V8 | G      |
| エルフ・チーム・ティレル                           | 4   | フランソワ・セベール           | ティレル         | 006      | フォード・コスワース DFV 3.0L V8 | G      |
| ヤードレー・チーム・マクラーレン                   | 5   | デニス・ハルム                 | マクラーレン     | M23      | フォード・コスワース DFV 3.0L V8 | G      |
| ヤードレー・チーム・マクラーレン                   | 6   | ピーター・レブソン             | マクラーレン     | M23      | フォード・コスワース DFV 3.0L V8 | G      |
| スクーデリア・フェラーリ SpA SEFAC                 | 7   | ジャッキー・イクス             | フェラーリ       | 312B3    | フェラーリ 001/11 3.0L F12       | G      |
| スクーデリア・フェラーリ SpA SEFAC                 | 8   | アルトゥーロ・メルツァリオ 1   | フェラーリ       | 312B3    | フェラーリ 001/11 3.0L F12       | G      |
| ブルックボンド・オクソ・チーム・サーティース       | 9   | マイク・ヘイルウッド           | サーティース     | TS14A    | フォード・コスワース DFV 3.0L V8 | F      |
| ブルックボンド・オクソ・チーム・サーティース       | 10  | カルロス・パーチェ             | サーティース     | TS14A    | フォード・コスワース DFV 3.0L V8 | F      |
| STP・マーチ・レーシングチーム                      | 11  | アンリ・ペスカロロ             | マーチ           | 731      | フォード・コスワース DFV 3.0L V8 | G      |
| クラーク＝モーダウント＝ガスリー・レーシング       | 12  | マイク・ボイトラー             | マーチ           | 731      | フォード・コスワース DFV 3.0L V8 | F      |
| マールボロ・BRM                                    | 14  | クレイ・レガツォーニ           | BRM              | P160E    | BRM P142 3.0L V12                | F      |
| マールボロ・BRM                                    | 15  | ジャン＝ピエール・ベルトワーズ | BRM              | P160E    | BRM P142 3.0L V12                | F      |
| マールボロ・BRM                                    | 16  | ニキ・ラウダ                   | BRM              | P160E    | BRM P142 3.0L V12                | F      |
| モーターレーシング・ディベロップメンツ・リミテッド | 17  | ウィルソン・フィッティパルディ | ブラバム         | BT42     | フォード・コスワース DFV 3.0L V8 | G      |
| モーターレーシング・ディベロップメンツ・リミテッド | 18  | カルロス・ロイテマン           | ブラバム         | BT42     | フォード・コスワース DFV 3.0L V8 | G      |
| チェラミカ・パニョッシン・チーム・MRD              | 21  | アンドレア・デ・アダミッチ     | ブラバム         | BT37     | フォード・コスワース DFV 3.0L V8 | G      |
| UOP・シャドウ・レーシングチーム                    | 19  | ジャッキー・オリバー           | シャドウ         | DN1      | フォード・コスワース DFV 3.0L V8 | G      |
| UOP・シャドウ・レーシングチーム                    | 20  | ジョージ・フォルマー           | シャドウ         | DN1      | フォード・コスワース DFV 3.0L V8 | G      |
| チーム・エンサイン                                 | 22  | リッキー・フォン・オペル 1     | エンサイン       | N173     | フォード・コスワース DFV 3.0L V8 | F      |
| フランク・ウィリアムズ・レーシングカーズ           | 23  | ハウデン・ガンレイ             | イソ・マールボロ | IR       | フォード・コスワース DFV 3.0L V8 | F      |
| フランク・ウィリアムズ・レーシングカーズ           | 24  | ナンニ・ギャリ                 | イソ・マールボロ | IR       | フォード・コスワース DFV 3.0L V8 | F      |
| エンバシー・レーシング                             | 25  | グラハム・ヒル                 | シャドウ         | DN1      | フォード・コスワース DFV 3.0L V8 | G      |
| ソース:                                            |     |                                |                  |          |                                  |        |

追記
- ^1 - マシンが準備できず欠場[11]

## 予選
ロニー・ピーターソンが2番手のデニス・ハルムに0.7秒差でポールポジションを獲得した。2列目はティレル勢が並び、フランソワ・セベールがジャッキー・スチュワートに先行した。ピーター・レブソンとジャッキー・イクスが3列目で、エマーソン・フィッティパルディは技術的な問題により7番手に甘んじた。以下、クレイ・レガツォーニ、マイク・ヘイルウッド、ジャン＝ピエール・ベルトワーズがトップ10に入った。自身のチームでは初参加のグラハム・ヒルはピーターソンから8秒遅れの最下位に終わった。

### 予選結果
| 順位    | No. | ドライバー                     | コンストラクター          | タイム | 差   | グリッド |
| ------- | --- | ------------------------------ | ------------------------- | ------ | ---- | -------- |
| 1       | 2   | ロニー・ピーターソン           | ロータス-フォード         | 1:21.8 | -    | 1        |
| 2       | 5   | デニス・ハルム                 | マクラーレン-フォード     | 1:22.5 | +0.7 | 2        |
| 3       | 4   | フランソワ・セベール           | ティレル-フォード         | 1:22.7 | +0.9 | 3        |
| 4       | 3   | ジャッキー・スチュワート       | ティレル-フォード         | 1:23.2 | +1.4 | 4        |
| 5       | 6   | ピーター・レブソン             | マクラーレン-フォード     | 1:23.4 | +1.6 | 5        |
| 6       | 7   | ジャッキー・イクス             | フェラーリ                | 1:23.5 | +1.7 | 6        |
| 7       | 1   | エマーソン・フィッティパルディ | ロータス-フォード         | 1:23.7 | +1.9 | 7        |
| 8       | 14  | クレイ・レガツォーニ           | BRM                       | 1:23.7 | +1.9 | 8        |
| 9       | 9   | マイク・ヘイルウッド           | サーティース-フォード     | 1:24.2 | +2.4 | 9        |
| 10      | 15  | ジャン＝ピエール・ベルトワーズ | BRM                       | 1:24.2 | +2.4 | 10       |
| 11      | 16  | ニキ・ラウダ                   | BRM                       | 1:24.3 | +2.5 | 11       |
| 12      | 17  | ウィルソン・フィッティパルディ | ブラバム-フォード         | 1:24.5 | +2.7 | 12       |
| 13      | 19  | ジャッキー・オリバー           | シャドウ-フォード         | 1:24.6 | +2.8 | 13       |
| 14      | 20  | ジョージ・フォルマー           | シャドウ-フォード         | 1:24.7 | +2.9 | 14       |
| 15      | 18  | カルロス・ロイテマン           | ブラバム-フォード         | 1:24.7 | +2.9 | 15       |
| 16      | 10  | カルロス・パーチェ             | サーティース-フォード     | 1:25.0 | +3.2 | 16       |
| 17      | 21  | アンドレア・デ・アダミッチ     | ブラバム-フォード         | 1:25.2 | +3.4 | 17       |
| 18      | 11  | アンリ・ペスカロロ             | マーチ-フォード           | 1:26.1 | +4.3 | 18       |
| 19      | 12  | マイク・ボイトラー             | マーチ-フォード           | 1:26.2 | +4.4 | 19       |
| 20      | 24  | ナンニ・ギャリ                 | イソ・マールボロ-フォード | 1:26.3 | +4.5 | 20       |
| 21      | 23  | ハウデン・ガンレイ             | イソ・マールボロ-フォード | 1:26.5 | +4.7 | 21       |
| 22      | 25  | グラハム・ヒル                 | シャドウ-フォード         | 1:30.3 | +8.5 | 22       |
| ソース: |     |                                |                           |        |      |          |

## 決勝
予選9番手のマイク・ヘイルウッドは朝のウォームアップ後にエンジン交換を行ったため、ピットからレースをスタートする。
ロニー・ピーターソンが好スタートを切り、デニス・ハルムとジャッキー・スチュワートからリードを奪った。11番手スタートのニキ・ラウダも好スタートを切って6位に順位を上げ、エンジンを交換したヘイルウッドは半周遅れでスタートすることができた。3周目にエマーソン・フィッティパルディがラウダとジャン＝ピエール・ベルトワーズを抜いて5位に、スチュワートがハルムを抜いて2位に浮上する。しばらくはピーターソン、スチュワート、ハルム、フランソワ・セベール、E.フィッティパルディの順で順位が安定したが。ハルムはホイールが外れそうになったため、20周目にピットインしてホイールを締め直した。これでセベールが3位に上がったが、数周後にE.フィッティパルディがセベールを抜き、スチュワートが47周目にブレーキの故障でリタイアすると、ロータス勢の1-2体制ができあがったが、長くは続かなかった。57周目にピーターソンがギアボックスのトラブルでリタイアし、E.フィッティパルディが首位に立つ。これによりカルロス・ロイテマンが2位に浮上したが、数周後にドライブシャフトが壊れてリタイアした。
E.フィッティパルディはレース後半にリアタイヤのエアが漏れた状態で2位のセベールに42秒差を付ける独走で今季3勝目を挙げ、ロータスにF1通算50勝目をもたらした。3位はシャドウのジョージ・フォルマーで、シャドウ及びフォルマーは2戦目で初の表彰台を獲得した。

### レース結果
| 順位    | No. | ドライバー                     | コンストラクター          | 周回数 | タイム/リタイア原因 | グリッド | ポイント |
| ------- | --- | ------------------------------ | ------------------------- | ------ | ------------------- | -------- | -------- |
| 1       | 1   | エマーソン・フィッティパルディ | ロータス-フォード         | 75     | 1:48:18.7           | 7        | 9        |
| 2       | 4   | フランソワ・セベール           | ティレル-フォード         | 75     | +42.7               | 3        | 6        |
| 3       | 20  | ジョージ・フォルマー           | シャドウ-フォード         | 75     | +1:13.1             | 14       | 4        |
| 4       | 6   | ピーター・レブソン             | マクラーレン-フォード     | 74     | +1 Lap              | 5        | 3        |
| 5       | 15  | ジャン＝ピエール・ベルトワーズ | BRM                       | 74     | +1 Lap              | 10       | 2        |
| 6       | 5   | デニス・ハルム                 | マクラーレン-フォード     | 74     | +1 Lap              | 2        | 1        |
| 7       | 12  | マイク・ボイトラー             | マーチ-フォード           | 74     | +1 Lap              | 19       |          |
| 8       | 11  | アンリ・ペスカロロ             | マーチ-フォード           | 73     | +2 Laps             | 18       |          |
| 9       | 14  | クレイ・レガツォーニ           | BRM                       | 69     | +6 Laps             | 8        |          |
| 10      | 17  | ウィルソン・フィッティパルディ | ブラバム-フォード         | 69     | +6 Laps             | 12       |          |
| 11      | 24  | ナンニ・ギャリ                 | イソ・マールボロ-フォード | 69     | +6 Laps             | 20       |          |
| 12      | 7   | ジャッキー・イクス             | フェラーリ                | 69     | +6 Laps             | 6        |          |
| Ret     | 18  | カルロス・ロイテマン           | ブラバム-フォード         | 66     | ハーフシャフト      | 15       |          |
| Ret     | 23  | ハウデン・ガンレイ             | イソ・マールボロ-フォード | 63     | 燃料切れ            | 21       |          |
| Ret     | 2   | ロニー・ピーターソン           | ロータス-フォード         | 56     | ギアボックス        | 1        |          |
| Ret     | 3   | ジャッキー・スチュワート       | ティレル-フォード         | 47     | ブレーキ            | 4        |          |
| Ret     | 16  | ニキ・ラウダ                   | BRM                       | 28     | タイヤ              | 11       |          |
| Ret     | 25  | グラハム・ヒル                 | シャドウ-フォード         | 27     | ブレーキ            | 22       |          |
| Ret     | 9   | マイク・ヘイルウッド           | サーティース-フォード     | 25     | オイル漏れ          | (9) 1    |          |
| Ret     | 19  | ジャッキー・オリバー           | シャドウ-フォード         | 23     | エンジン            | 13       |          |
| Ret     | 21  | アンドレア・デ・アダミッチ     | ブラバム-フォード         | 17     | ホイール            | 17       |          |
| Ret     | 10  | カルロス・パーチェ             | サーティース-フォード     | 13     | ハーフシャフト      | 16       |          |
| ソース: |     |                                |                           |        |                     |          |          |

追記
- ^1 - ヘイルウッドはピットスタート[13]

優勝者エマーソン・フィッティパルディの平均速度
157.504 km/h (97.868 mph)
ファステストラップ
- ロニー・ピーターソン - 1:23.8 (13周目)

ラップリーダー
太字は最多ラップリーダー
- ロニー・ピーターソン - 56周 (1-56)
- エマーソン・フィッティパルディ - 19周 (57-75)

達成された主な記録
- ドライバー
  - 初表彰台/最終入賞: ジョージ・フォルマー - 2戦目で唯一の表彰台[18]
  - 初ファステストラップ: ロニー・ピーターソン
- コンストラクター
  - 通算50勝: ロータス
  - 初表彰台: シャドウ - 2戦目[19]
- エンジン
  - 50回目のファステストラップ: フォード・コスワース
  - 150戦目の出走: BRM

## 第4戦終了時点のランキング
|         | 順位 | ドライバー                     | ポイント |
| ------- | ---- | ------------------------------ | -------- |
|         | 1    | エマーソン・フィッティパルディ | 31       |
|         | 2    | ジャッキー・スチュワート       | 19       |
| 2       | 3    | フランソワ・セベール           | 12       |
|         | 4    | ピーター・レブソン             | 9        |
| 2       | 5    | デニス・ハルム                 | 9        |
| ソース: |      |                                |          |

|         | 順位 | コンストラクター      | ポイント |
| ------- | ---- | --------------------- | -------- |
|         | 1    | ロータス-フォード     | 31       |
|         | 2    | ティレル-フォード     | 27       |
|         | 3    | マクラーレン-フォード | 15       |
|         | 4    | フェラーリ            | 9        |
| 2       | 5    | シャドウ-フォード     | 5        |
| ソース: |      |                       |          |

- 注:  トップ5のみ表示。前半8戦のうちベスト7戦及び後半7戦のうちベスト6戦がカウントされる。